# Liguster
Liguster (Ligustrum) is een geslacht van planten uit de olijffamilie (Oleaceae) waartoe onder ander de wilde liguster en de haagliguster behoren. Het geslacht komt van nature voor op de meeste continenten behalve Amerika en Antarctica. Liguster gedraagt zich in Amerika als invasieve exoot en wordt daar bestreden.  

## Kenmerken
Ligusters kunnen uitgroeien tot een hoogte van 5 meter, maar worden vaak beperkt tot 2 meter. De planten bloeien in juni en juli. De bloemen zijn wit en geuren sterk. In september en oktober ontstaan zwarte bessen aan de plant. De wilde liguster is winterhard tot -17 °C.

## Voedselbron
De soorten vormen een belangrijke voedselbron voor veel dieren, zoals een aantal rupsen van nachtvlinders (bijvoorbeeld de ligusterpijlstaart). De geurende bloesem trekt insecten aan, waaronder honingbijen en vlinders.
De besjes van de liguster zijn voor de mens giftig. Ze zijn in de winter in trek bij vogels, bijvoorbeeld de kramsvogel eet ze graag.

## Gebruik
De haagliguster (Ligustrum ovalifolium) wordt veel gebruikt voor het maken van heggen. Deze soort wordt ook veel op stam aangeboden.
... · 
Forsythia · 
Fraxinus (Es) · 
Jasminum (Jasmijn) · 
Ligustrum (Liguster) · 
Nyctanthes · 
Olea · 
Osmanthus · 
Picconia · 
Syringa · 
...